# Lípa republiky (Jeremenkova)
Lípa republiky v Jeremenkově ulici v Praze 4-Braníku roste na travnaté ploše před základní školou. Solitérní dominantní strom je veřejně přístupný. Je zaevidován na mapě stromů svobody.

## Historie
Lípa svobody byla vysazena na podzim roku 1968 na připomínku 50. výročí vzniku Československé republiky. Na prostranství před školou ji vysadil ředitel s žáky při slavnostním shromáždění žáků a učitelů školy.